# Rieupeyroux
Rieupeyroux (okcitansko Riupeirós) je naselje in občina v južnem francoskem departmaju Aveyron regije Jug-Pireneji. Leta 2006 je naselje imelo 2.066 prebivalcev.

## Geografija
Kraj leži v pokrajini Rouergue 23 km vzhodno od Villefranche-de-Rouerguea.

## Uprava
Rieupeyroux je sedež istoimenskega kantona, v katerega so poleg njegove vključene še občine La Bastide-l'Évêque, La Capelle-Bleys, Prévinquières, Saint-Salvadou in Vabre-Tizac s 3.787 prebivalci.
Kanton Rieupeyroux je sestavni del okrožja Villefranche-de-Rouergue.